# Voriella uniseta
Voriella uniseta là một loài ruồi trong họ Tachinidae.